# Psalm 130, De Profundis
Psalm 130, De Profundis is een toonzetting van psalm 130 door Arnold Schönberg voor gemengd koor a capella. Het is het laatste werk dat Schönberg voltooide.
Schönberg componeerde het werk voor een verzamelbundel met Joodse muziek; het boek Anthology of Jewish Music van Chemjo Vinaver, uit te geven door Edward B. Marks. Schönberg begon eraan op 30 juni 1950 en voltooide het dertien dagen later. De componist schreef de “muziek” onder de Hebreeuwse tekst en schreef daarbij zijn eigen Engelse vertaling. Het werk bleef voor Schönberg puur theoretisch; het is niet uitgevoerd tijdens zijn leven en de componist heeft nog aan Vinaver gevraagd of er al een uitvoering was geweest en of het verschil tussen de zang en spreekstem goed had uitgepakt. Vinaver moest het antwoord dus schuldig blijven.
Schönberg raakte wel de kern van zijn stuk, want het meest opvallende aan dit werk is de combinatie en afwisseling van zang en spreekstem. Daarnaast heeft het werk een enorme dynamiek, van uiterst ingetogen tot fortissimo, en dat al in de eerste regel. Ook het wisselend ritme, een van Schönbergs stokpaardjes, bezorgde en bezorgt dirigent en koren problemen.
Het zesstemmig werk benut daarbij ook het totale bereik van de zangers.
De eerste uitvoering vond plaats in Keulen in 1954, door het koor van de WDR onder leiding van Bernard Zimmermann. Het werk is sindsdien tientallen keren opgenomen.
Opus 50a is het veel toegankelijker Dreimal tausend Jahre; opus 50c is het onvoltooide Moderner Psalm.

## Bron
- Uitgave van Naxos: Simon Joly Chorale o.l.v. Robert Craft